# Eds landskommun, Värmland
För andra landskommuner med detta namn, se Eds landskommun.
Eds landskommun var en tidigare kommun i Värmlands län.  Området är idag den södra delen av Grums kommun.

## Administrativ historik
När 1862 års kommunalförordningar trädde i kraft inrättades denna kommun i Eds socken i Grums härad i Värmland.
Vid kommunreformen 1952 bildade landskommunen en storkommun genom att inkorporera Borgviks landskommun.
År 1969 uppgick landskommunen i Grums köping, från 1971 Grums kommun.

### Kyrklig tillhörighet
I kyrkligt hänseende tillhörde kommunen Eds församling. Den 1 januari 1952 tillkom Borgviks församling. Sedan 2011 omfattar Ed-Borgviks församling samma område som Eds landskommun efter 1952.

## Heraldiskt vapen
Landskommunen saknade vapen.

## Geografi
Eds landskommun omfattade den 1 januari 1952 en areal av 153,17 km², varav 146,68 km² land.

### Tätorter i kommunen 1960
| Tätort         | Folkmängd |
| -------------- | --------- |
| Grums, del ava | 1 206     |
| Segmon         | 717       |
| Borgvik        | 385       |

Tätortsgraden i kommunen var den 1 november 1960 72,0 procent.

## Politik

### Mandatfördelning i valen 1938-1966
| 14 | 6 | 2 |

| 20 |

| 15 | 5 | 2 |

| 20 |

| 3 | 12 | 5 | 2 |

| 19 | 3 |

| 2 | 22 | 7 | 4 |

| 31 |

| 2 | 21 | 3 | 4 | 3 | 2 |

| 32 |

| 23 | 3 | 4 | 3 | 2 |

| 29 | 6 |

| 24 | 2 | 4 | 3 | 2 |

| 31 |

| 22 | 3 | 5 | 3 | 2 |

| 32 |